# Férfi 4 × 10 km-es sífutóváltó a 2010. évi téli olimpiai játékokon
A 2010. évi téli olimpiai játékokon a sífutás férfi 4 × 10 km-es váltó versenyszámát február 24-én rendezték Whistlerben. Az aranyérmet a svéd csapat nyerte meg. A versenyszámban nem vett részt magyar csapat.

## Végeredmény
A csapatok első és második tagja klasszikus stílusban, a harmadik és negyedik tagja szabad stílusban teljesítette a távot. Az időeredmények másodpercben értendők.
| Helyezés | R  | Csapat                                                                                                 | Idő                                       |
| -------- | -- | --- | ----------------------------------------- |
| Arany    | 6  | Svédország (SWE) · Daniel Richardsson · Johan Olsson · Anders Södergren · Marcus Hellner               | 1:45:05,4 27:57,9 27:55,2 24:35,2 24:37,1 |
| Ezüst    | 1  | Norvégia (NOR) · Martin Johnsrud Sundby · Odd-Bjørn Hjelmeset · Lars Berger · Petter Northug           | 1:45:21,3 27:59,9 28:27,5 24:38,4 24:15,5 |
| Bronz    | 11 | Csehország (CZE) · Martin Jakš · Lukáš Bauer · Jiří Magál · Martin Koukal                              | 1:45:21,9 28:22,4 27:36,4 24:34,8 24:48,3 |
| 4.       | 9  | Franciaország (FRA) · Jean-Marc Gaillard · Vincent Vittoz · Maurice Manificat · Emmanuel Jonnier       | 1:45:26,3 27:56,7 28:03,6 24:31,5 24:54,5 |
| 5.       | 3  | Finnország (FIN) · Sami Jauhojärvi · Matti Heikkinen · Teemu Kattilakoski · Ville Nousiainen           | 1:45:30,3 27:55,6 28:32,3 24:37,1 24:25,3 |
| 6.       | 2  | Németország (GER) · Jens Filbrich · Axel Teichmann · René Sommerfeldt · Tobias Angerer                 | 1:45:49,4 27:58,3 28:22,6 24:43,7 24:44,8 |
| 7.       | 5  | Kanada (CAN) · Devon Kershaw · Alex Harvey · Ivan Babikov · George Grey                                | 1:47:03,2 28:23,8 28:21,3 24:33,5 25:44,6 |
| 8.       | 13 | Oroszország (RUS) · Nyikolaj Pankratov · Pjotr Szedov · Alekszandr Ljogkov · Makszim Vilegzsanyin      | 1:47:04,7 28:33,4 28:07,4 24:56,9 25:27,0 |
| 9.       | 4  | Olaszország (ITA) · Valerio Checchi · Giorgio Di Centa · Pietro Piller Cottrer · Cristian Zorzi        | 1:47:16,6 28:22,1 28:34,3 24:39,8 25:40,4 |
| 10.      | 7  | Svájc (SUI) · Toni Livers · Curdin Perl · Remo Fischer · Dario Cologna                                 | 1:47:57,2 28:20,7 28:26,7 25:35,1 25:34,7 |
| 11.      | 10 | Kazahsztán (KAZ) · Szergej Cserepanov · Alekszej Poltoranyin · Jevgenyij Velicsko · Nyikolaj Csebotyko | 1:49:49,1 28:36,1 27:45,2 26:38,3 26:49,5 |
| 12.      | 14 | Szlovákia (SVK) · Martin Bajčičák · Bátory Iván · Michal Malak · Peter Mlynár                          | 1:49:52,0 28:21,2 28:28,7 25:49,6 27:12,5 |
| 13.      | 12 | Egyesült Államok (USA) · Andrew Newell · Torin Koos · Garrott Kuzzy · Simi Hamilton                    | 1:51:27,7 28:37,9 30:01,5 25:49,6 26:58,7 |
| 14.      | 8  | Észtország (EST) · Algo Kärp · Jaak Mae · Aivar Rehemaa · Kaspar Kokk                                  | 1:51:41,2 29:54,6 28:43,4 25:50,0 27:13,2 |